# بروس إل. بنسون
بروس إل. بنسون (بالإنجليزية: Bruce L. Benson)‏ هو اقتصادي أمريكي، ولد في 18 مارس 1949 في هافري في الولايات المتحدة.